# Колонизация Южной Украины

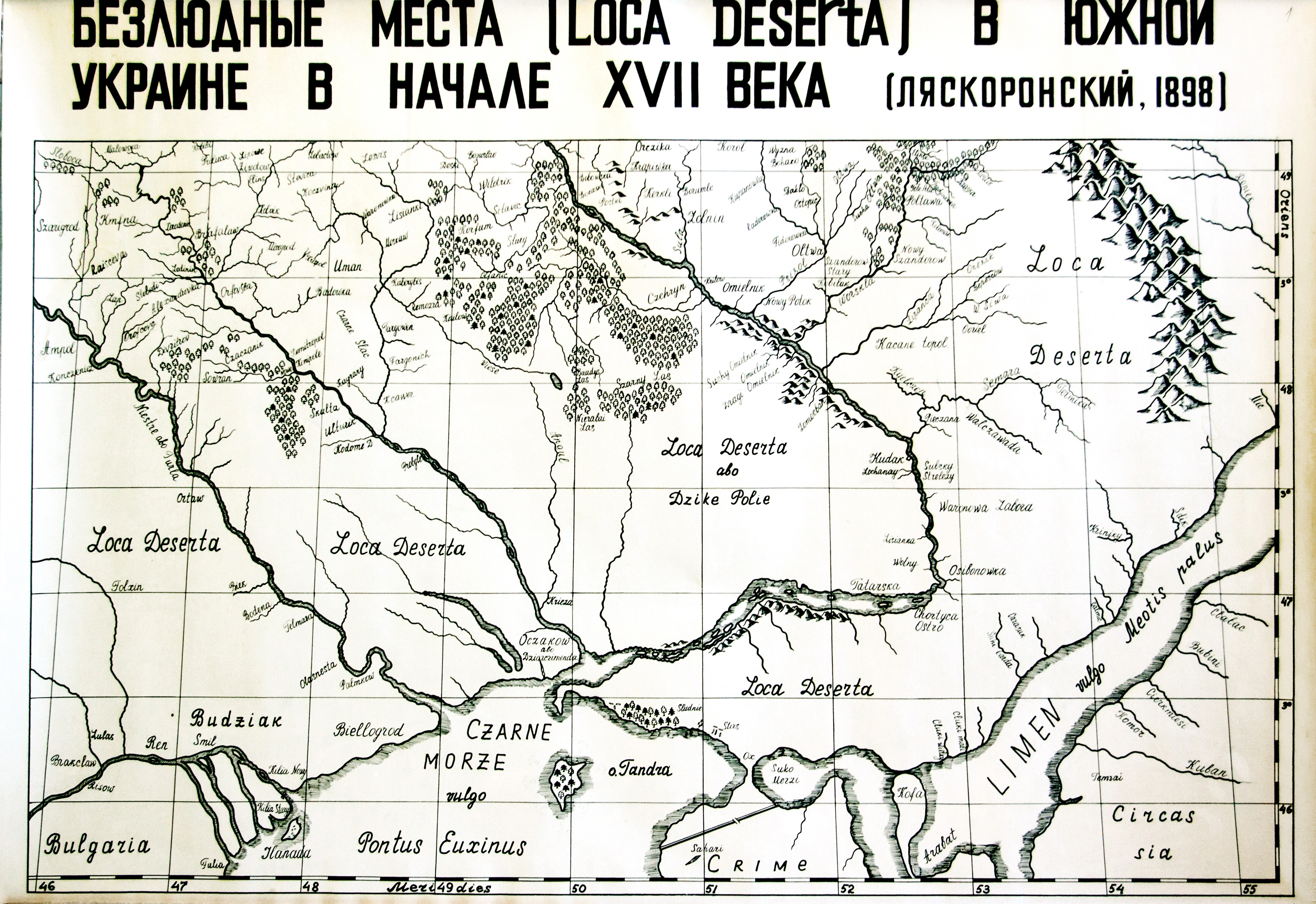
Безлюдные места в Южной Украине, в начале а (Ляскоронский,)

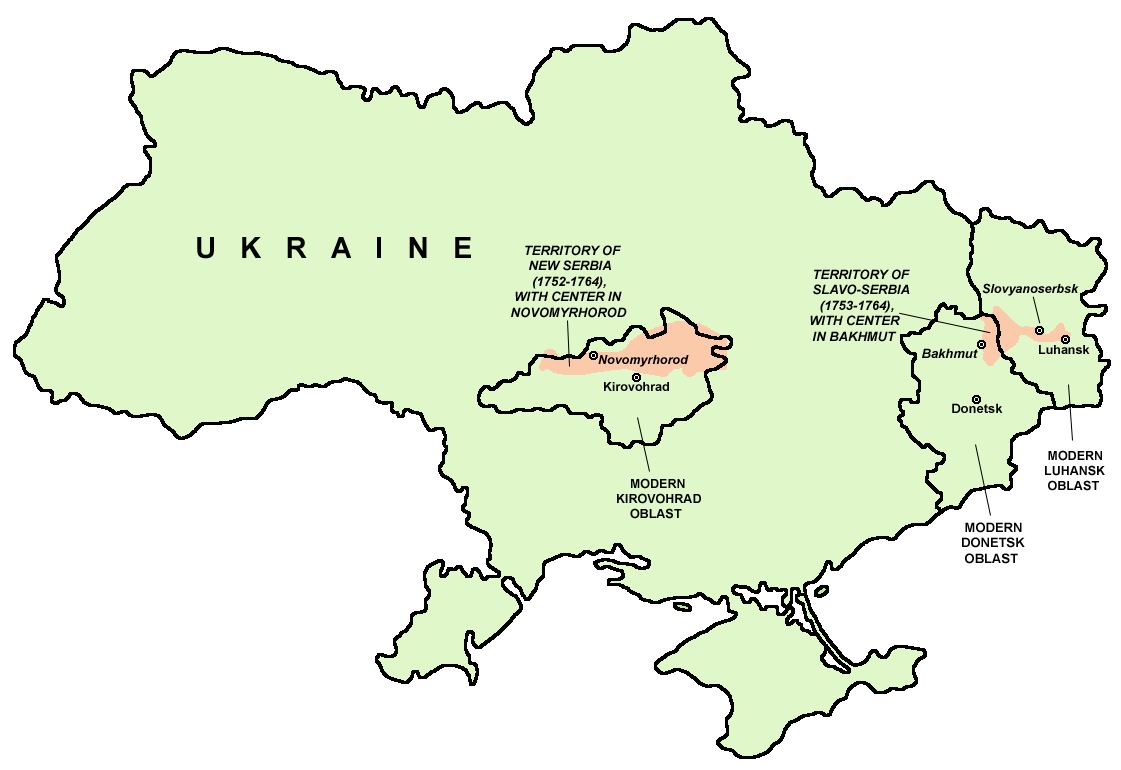
Новая Сербия и Славяносербия на карте современной Украины

Колонизация Южной Украины — колонизация и заселение Степной Украины Российской Империей в период с XVIII по XIX века.

## История
После русско-турецкой войны 1768—1774 годов, ликвидации Запорожской Сечи (1775) и Крымского ханства (1783), русско-турецкой войны 1787—1791 годов и русско-турецкой войны 1806—1812 годов все южно-украинские земли вошли в состав Российской империи. С тех пор началось их скорое заселение. Эти процессы происходили как в рамках соответствующей программы российского правительства, так и стихийно. Конечно, освоение этих территорий имело место и раньше, однако оно не было столь масштабным. В частности, на запорожских землях основывались хозяйственные хутора — зимовники и слободы казацкой старшины и казаков, здесь широко практиковалось использование вольнонаемного труда беглых крестьян и запорожской сиромы. Отсутствие крепостничества, возможность легализовать свое положение и наличие свободных земель стимулировали переселение сюда беглых крестьян из Левобережной Украины, Правобережной Украины и других соседних территорий.

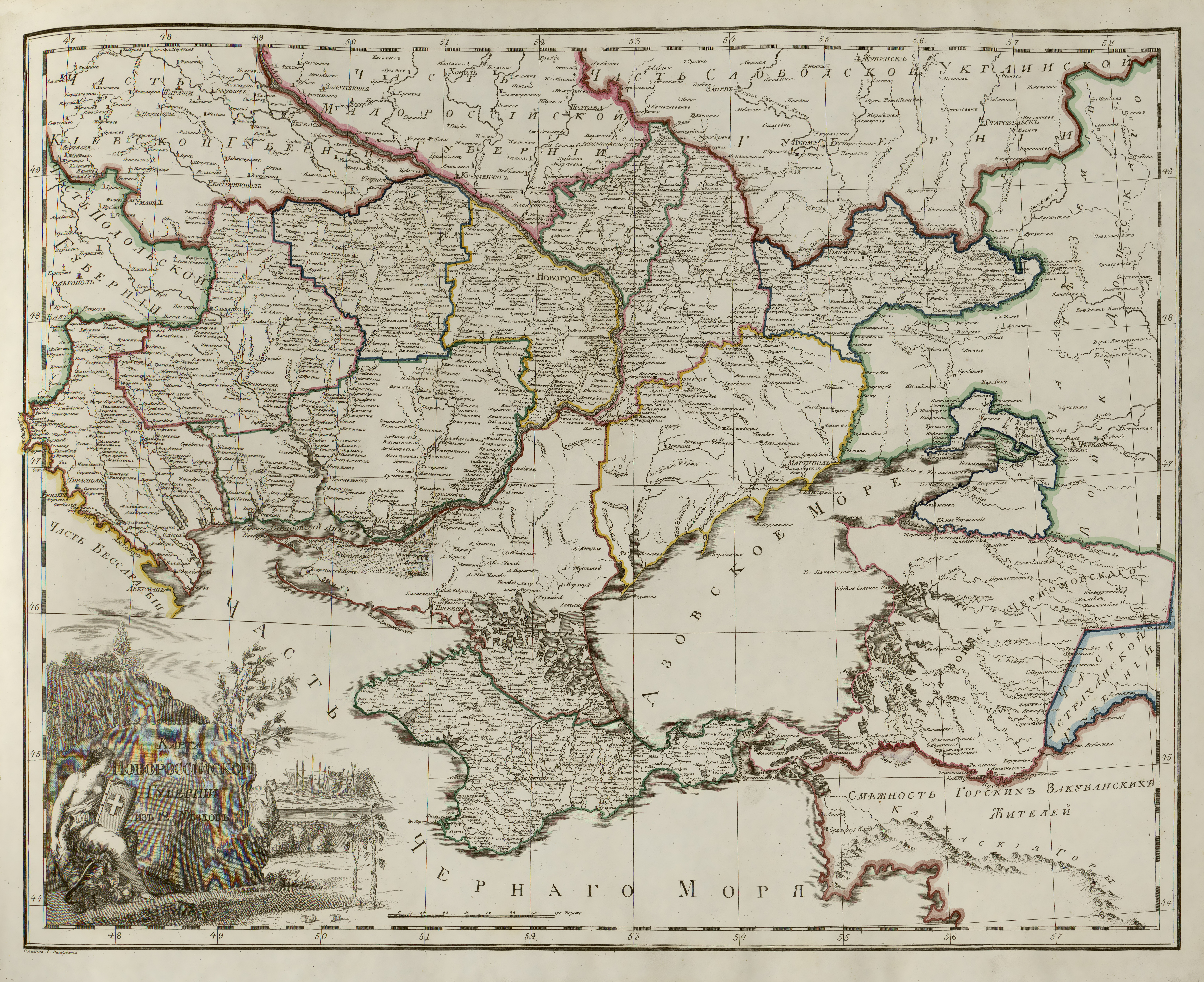
Карта Новороссийской губернии

В 1752 году на южно-украинских землях Вольностей Войска Запорожского низового царским правительством были созданы новые административно-территориальные единицы — Новая Сербия и Славяносербия. Из Австрии сюда переселилось несколько сотен сербов, венгров, болгар, валахов, греков. В 1754 году население Новой Сербии пополнилось за счет казаков — выходцев из Левобережной Украины. В Славяносербию переселились сербские войсковые отряды, украинские и русские крестьяне и казаки с целью защиты юга границ от нападения кочевников. В 1764 году здесь была образована Новороссийская губерния.
Плановое заселение и хозяйственное освоение новоприсоединенных территорий осуществлялись в соответствии с разработанным российским правительством специального проекта «О раздаче Новороссийской губернии казенных земель для их заселения». Согласно этому проекту, землю в наследство в Новороссийской губернии могли получать «люди всякого звания» за исключением помещичьих крестьян. Переход сюда государственных крестьян происходил с разрешения властей после урегулирования вопроса об исполнении повинностей. Чтобы привлечь поселенцев (независимо от того, откуда они придут), им предоставляли права российских подданных, определённую денежную помощь и тому подобное. Господствующим слоям населения были предоставлены широкие возможности для создания здесь своих имений, делались уступки в отношении права владения землей и для других общественных слоев. Дворянин мог получить здесь 1,5 тысяч десятин земли (без права её дробления) при едином условии — заселить не менее 13 дворов. В течение первых 9 лет со времени введения в действие этих льгот дворяне получили здесь 4,5 млн десятин земли.

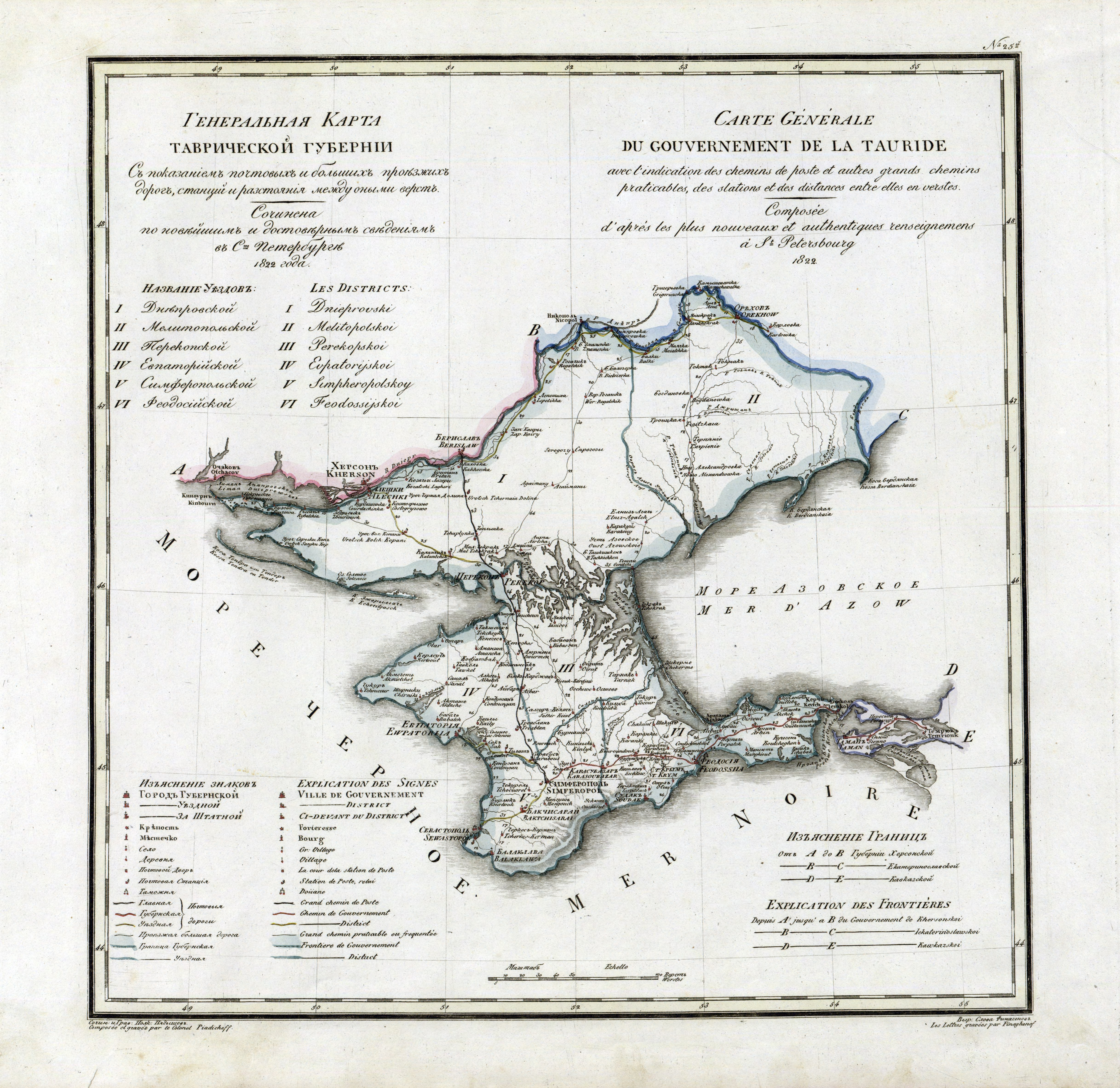
Карта Таврической губернии

В 1775 году на вновь присоединенных землях была создана Азовская губерния.
На 1770-е годы численность населения на этих землях достигла приблизительно 100 тысячи человек. Здесь активно развивалось Степное скотоводство, земледелие, чумацтво, большие масштабы приобрели рыболовство и торговля.
После присоединения Крыма на его территории и прилегающих материковых землях была образована Таврическая губерния.
Официально с 1781 года (без ограничений — с 1786 года) помещики, которые владели здесь землями, могли переселять сюда крепостных крестьян из центральных губерний.
Одновременно происходила и негосударственная колонизация этих земель, связанная с поселением здесь государственных и помещичьих крестьян-беглецов, бывших запорожских казаков, солдат, мещан и другие. Во 2-й половине XVIII века преобладал поток стихийных мигрантов из Правобережной Украины, а с конца XVIII века увеличилось количество переселенцев из Левобережной Украины и Слободской Украины.
С укреплением на вновь присоединенных землях своих позиций российское правительство начало вводить здесь постепенное закрепощение крестьян. После проведения в 1795 году 5-й ревизии император Павел I 12 декабря 1796 года издал указ, которым запрещались самовольные переходы помещичьих крестьян.
Царское правительство стимулировало поселения в новоприсоединенных землях иностранных колонистов. Им выделяли немалые части лучших земель и предоставляли льготы на уплату налогов и отбывания повинностей. Особенно много переселенцев, среди которых преобладали болгары, сербы, греки, немцы, молдаване, прибыло в конце XVIII века.

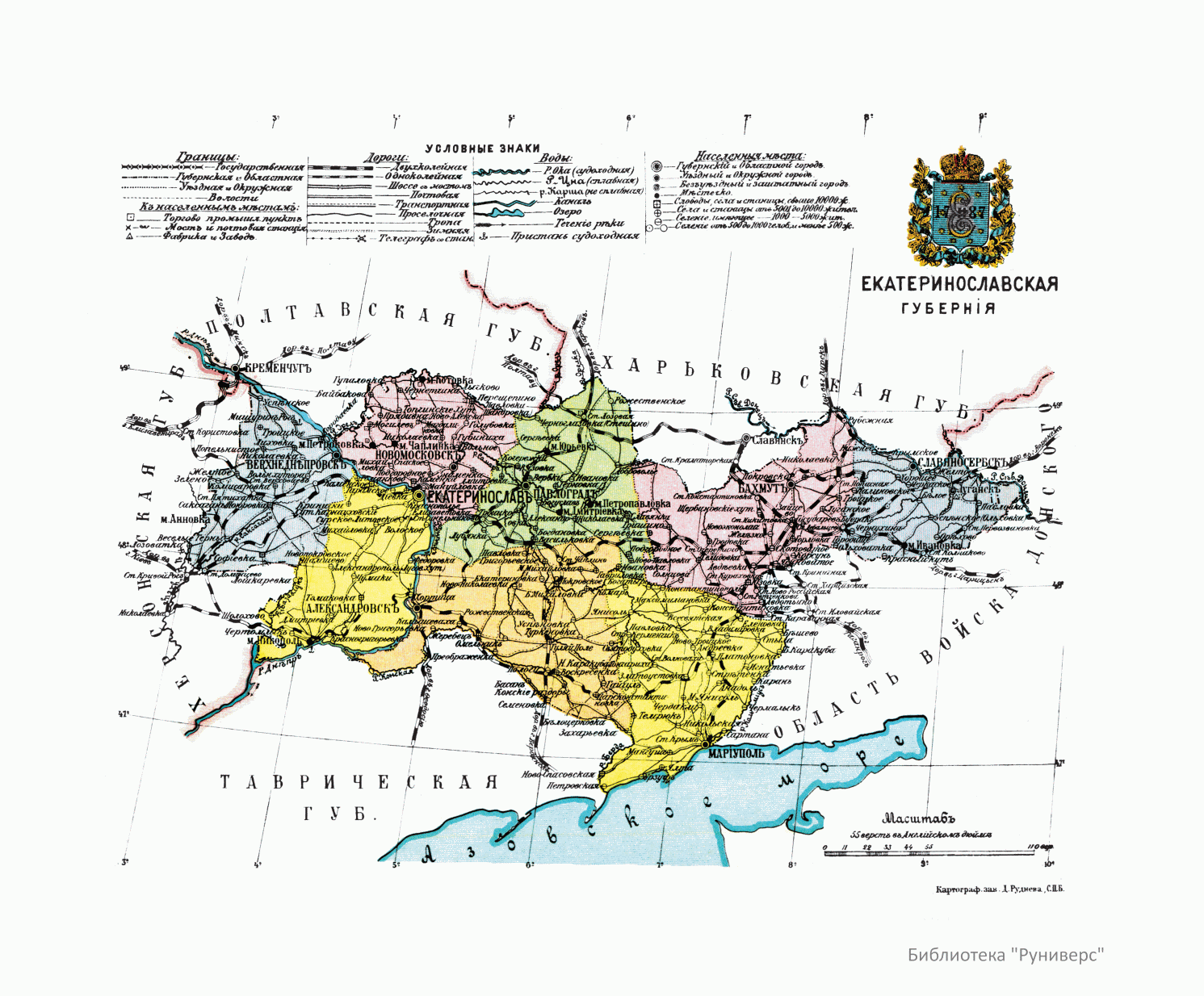
Карта Екатеринославской губернии

Царское правительство создавало здесь также казачьи войска бывших запорожцев. В XVIII веке были созданы Бугское казачье войско и Черноморское казачье войско; в XIX веке — Дунайское казачье войско и Азовское казачье войско. Они охраняли пограничные территории и одновременно осваивали новые земли, напоминая тем самым войсково-хозяйственные поселения. Создание таких формирований было воспринято населением соседних территорий как восстановление бывших казачьих вольностей, поэтому вскоре эти войска были либо расформированы, либо переселены на Кубань.

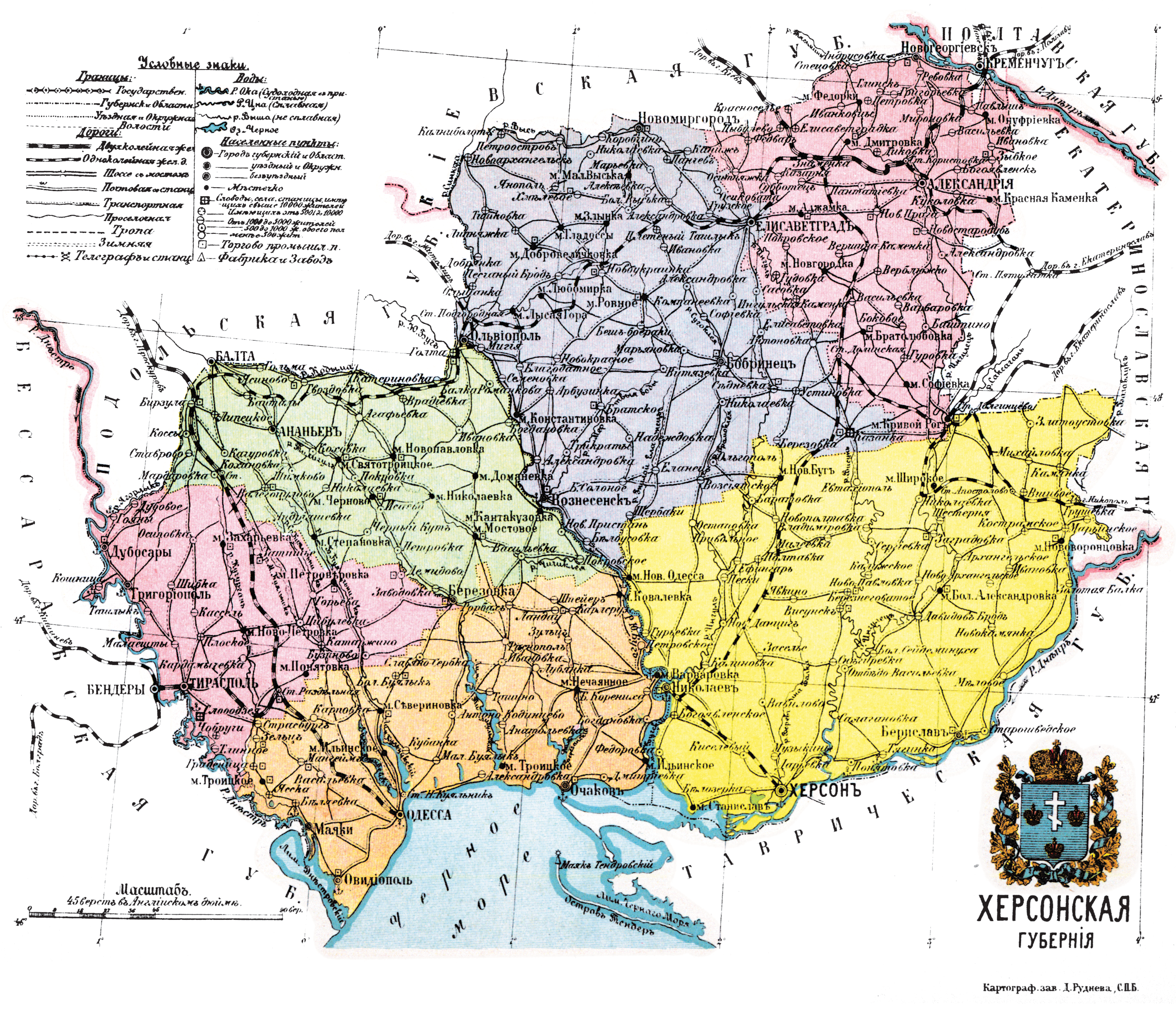
Карта Херсонской губернии

В течение 1780—1790-х годах царское правительство несколько раз менял здесь административно-территориальное разделение — создавало и ликвидировало Екатеринославское наместничество, Вознесенское наместничество и Новороссийскую губернию. В начале XIX века было создано 3 губернии — Таврическая губерния, Екатеринославская губерния и Николаевская губерния (с 1803 года — Херсонская губерния), они занимали 185 тысяч км2, здесь проживало не менее 1 млн человек (80 % от всего населения составляли украинцы и русские). Здесь были основаны и быстро выросли новые города — Херсон, Екатеринослав, Одесса, Мариуполь, Никополь и другие. Этот регион имел одни из крупнейших в России показатель роста населения. Так, уже в 1851 году здесь насчитывалось 2,3 млн жителей.
Большие целинные массивы южноукраинских степей использовались для выращивания зерновых культур, прежде всего озимой пшеницы на экспорт. Важное место в хозяйстве региона продолжало играть степное животноводство, его продукты реализовывались как на внутренних рынках Российской империи, так и экспортировались в страны Западной Европы. Активно развивались судостроение и морской транспорт, на Донбассе начали действовать металлургические заводы (Луганский и Лисичанский).